# Jelena Sołowiej
Jelena Jakowlewna Sołowiej (ros. Еле́на Я́ковлевна Солове́й; ur. 24 lutego 1947 w Neustrelitz) – radziecka i rosyjska aktorka filmowa i teatralna. Pojawiła się w 45 filmach od 1966 roku. Zdobyła nagrodę dla najlepszej aktorki drugoplanowej w filmie Fakt na Międzynarodowym Festiwalu Filmowym w Cannes w 1981 roku.
Absolwentka wydziału aktorskiego WGIK. Na ekranie debiutowała jeszcze jako studentka.

## Wybrana filmografia
- 1970: Siedem dziewcząt kaprala Zbrujewa jako pielęgniarka Rimma
- 1977: Niedokończony utwór na pianolę jako Zofia Jegorowna
- 1979: Kilka dni z życia Obłomowa jako Olga
- 1981: Fakt
- 1985: Zofia Kowalewska
- 1991: Anna Karamazoff jako niema gwiazda filmowa
- 2007: Królowie nocy jako Kalina Bużajew

i inne

## Odznaczenia
- 1990: Ludowy Artysta RFSRR